# Brantôme en Périgord
Brantôme en Périgord é uma comuna francesa na região administrativa da Nova Aquitânia, no departamento da Dordonha. Estende-se por uma área de 133.33 km². Em 2010 a comuna tinha 3 744 habitantes (densidade: 28,1 hab./km²).
Foi criada em 1 de janeiro de 2016, a partir da fusão das antigas comunas de Brantôme e Saint-Julien-de-Bourdeilles. Em 1 de janeiro de 2019, as comunas de Cantillac, Eyvirat, La Gonterie-Boulouneix, Saint-Crépin-de-Richemont, Sencenac-Puy-de-Fourches e Valeuil.